# 알브레히트 푈싱

알브레히트 푈싱 (Albrecht Fölsing, 1940년 바트 잘충엔 – 2018년 4월 8일 함부르크 )은 직업 물리학자에서 변신한 과학 저널리스트이다. 베를린, 필라델피아, 함부르크에서 물리학을 공부한 그는 독일의 전자 싱크로트론인 DESY에서 학술 연구 조교로 일했다. 1973년부터 2001년까지 푈싱은 북부독일 라디오 및 텔레비전의 자연 및 과학 부서 책임자였다. 그는 저명한 물리학자들의 여러 전기와 과학의 "속임수"에 대한 연구를 저술했다. 그의 가장 널리 알려진 책은 아마도 《Albert Einstein: A Biography》로 여기에는 알베르트 아인슈타인의 진술이 다수 수집되어 있다.

## 서지
- Albrecht Fölsing (1998). 《Albert Einstein: A Biography》. Penguin Group. ISBN 0-14-023719-4; translated by E. Osers[2]
- Albrecht Fölsing (1983). 《Galileo Galilei, Prozess ohne Ende: Eine Biographie》. R. Piper. ISBN 3-492-02771-7.
- Albrecht Fölsing (1995). 《Wilhelm Conrad Röntgen: Aufbruch ins Innere der Materie》. C. Hanser. ISBN 3-446-18053-2.
- Albrecht Fölsing (1997). 《Heinrich Hertz: Eine Biographie》. Hoffmann und Campe. ISBN 3-455-11212-9.
- Albrecht Fölsing (1999). 《Die Constitution der Materie : Eine Vorlesung über die Grundlagen der Physik aus dem Jahre 1884》. Springer. ISBN 3-540-64389-3.